# Carlo Armellini
Carlo Armellini (1777 i Rom – 1863 i Saint-Josse-ten-Noode, Belgien) var en italiensk jurist og politiker. I 1849 dannede Armellini et kortlivet triumvirat sammen med Giuseppe Mazzini og Aurelio Saffi.
Da Armellini blev født var Rom en del af Kirkestaten. Han gik for at være en moderat politiker og fulgte med stor interesse den tilsyneladende progressive politik, som pave Pius IX førte de første år. Efter at Pellegrino Rossi blev myrdet og paven måtte drage i eksil, blev Armellini 23. december 1848 udnævnt til indenrigsminister. Han organiserede konstituionsforsamlingen og blev efter at den romerske repbulik blev udråbt i marts 1849 medlem af det ledende triumvirat. Han forfattede landets konstitution sammen med Antonio Saliceti. Da den franske hær knuste republikken, flygtede Armellini til Belgien, hvor han boede til sin død.